# Фиесо Умбертиано
Фиѐсо Умбертиа̀но (на италиански: Fiesso Umbertiano, на местен диалект Fiess Umbertian, Фиес Умбертиан) е малко градче и община в Северна Италия, провинция Ровиго, регион Венето. Разположено е на 9 m надморска височина. Населението на общината е 4299 души (към 2011 г.).